# Mol, Belgien
Mol (nederländskt uttal: [mɔl]) är en kommun i provinsen Antwerpen i regionen Flandern i Belgien. Kommunen har cirka 37 022 invånare (2020).
"Mol" betyder mullvad på flamländska. Kommunen ligger i den flamländskspråkiga delen av Belgien.